# Distrikt Shilla
Der Distrikt Shilla liegt in der Provinz Carhuaz der Region Ancash im zentralen Westen Perus. Der Distrikt wurde am 14. Dezember 1934 gegründet. Er hat eine Fläche von 130,19 km². Beim Zensus 2017 lebten 2789 Einwohner im Distrikt. Im Jahr 1993 lag die Einwohnerzahl bei 3307, im Jahr 2007 bei 3280. Verwaltungssitz ist die gleichnamige 3910 m hoch gelegene Ortschaft Shilla mit 688 Einwohnern (Stand 2017).

## Geographische Lage
Der Distrikt Shilla liegt an der Westflanke der Cordillera Blanca im äußersten Nordosten der Provinz Carhuaz. Der Distrikt erstreckt sich über das Flusstal der Quebrada Ulta, einem rechten Nebenfluss des Río Santa. Das Flusstal wird von den Gipfeln Huascarán Sur (6768 m), höchster Berg Perus, Chopicalqui (6354 m), Contrahierbas (6036 m), Poroquingua (5732 m), Ulta (5484 m) und Chequiaraju (5286 m) flankiert. Im Distrikt befinden sich die Bergseen Laguna Huallcacocha, Laguna Chequiacocha und Laguna Auquishcocha. Das Tal oberhalb von 3600 m liegt im Nationalpark Huascarán. Eine Straße führt von Shilla über den Gebirgskamm der Cordillera Blanca nach Osten zu der Stadt Chacas.
Der Distrikt Shilla grenzt im Süden an den Distrikt Tinco, im Westen an die Distrikte Amashca, Mancos und Yungay (die letzten beiden in der Provinz Yungay), im Norden an den Distrikt Yanama (ebenfalls in der Provinz Yungay), im Osten an den Distrikt Chacas (Provinz Asunción) sowie im Süden an den Distrikt Carhuaz.